# The Bruciad: an Epic Poem

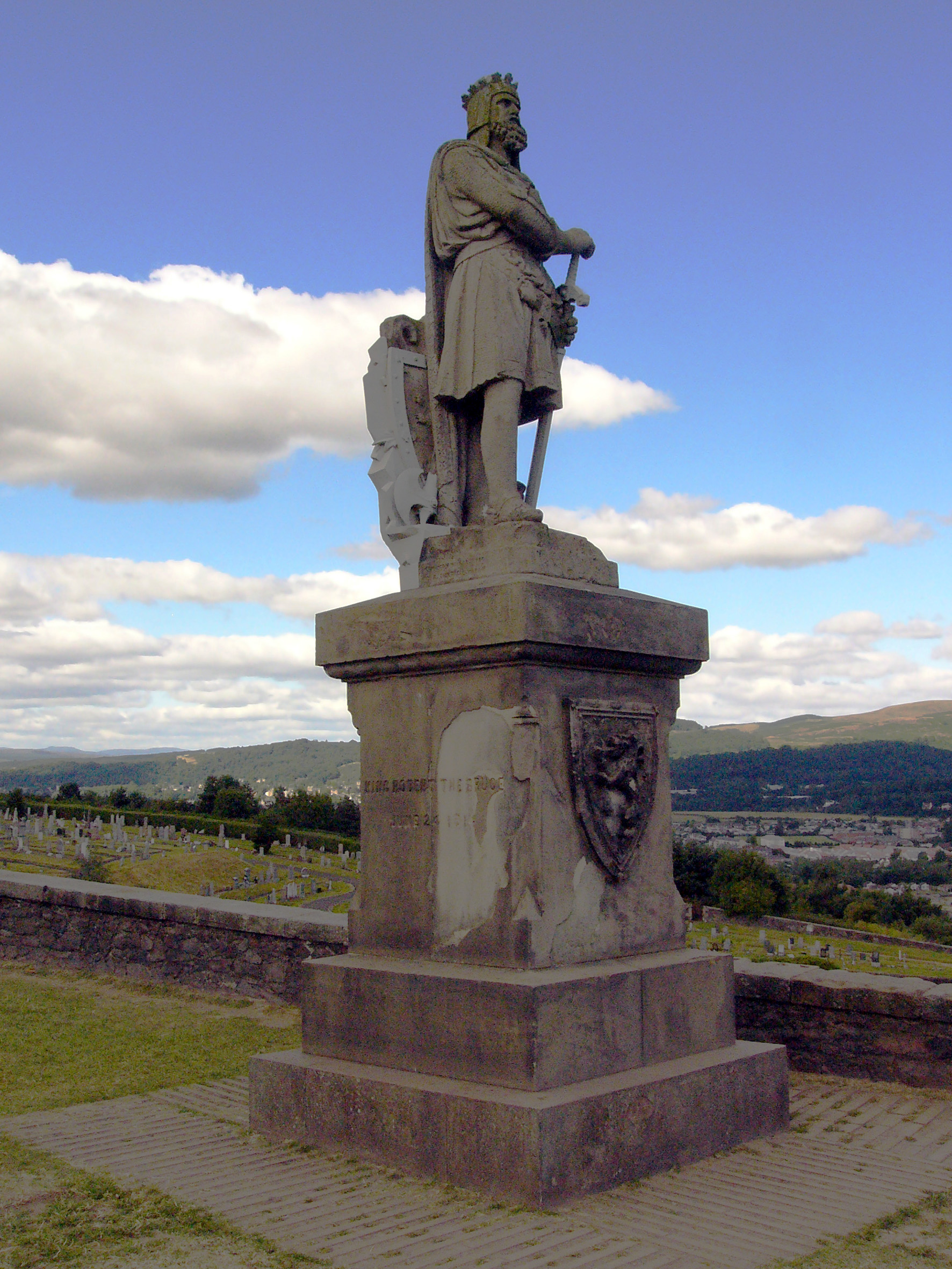
Pomnik Roberta Bruce'a pod zamkiem w Stirling

The Bruciad: an Epic Poem – epos Johna Harveya, opublikowany w Londynie w 1769. Bohaterem utworu jest Robert Bruce, panujący na przełomie XIII i XIV wieku władca, który wywalczył dla Szkocji niepodległość. Poemat napisany jest pentametrem jambicznym rymowanym parzyście (heroic couplet). Ta forma była typowa dla poezji angielskiego oświecenia. 

Whilst I, unequal, tempt the mighty theme,
And rise, advent'rous, to the Brucian name!
Whilst in my soul a filial ardour reigns,
To sing the hero sweating on the plains;
Immers'd in ills, and long with foes beset,
By caution now, now desperately great
Be present, Phoebus! in the opening scenes,
Inspire my thoughts, and regulate my strains ;
Tell how the hero triumph'd o'er his foes,
Grew in distress, and on his dangers rose:

Utwór został zrecenzowany w The Monthly Review, Or, Literary Journal.